# Freddy Koella
Freddy Koella est un guitariste et violoniste français né le 16 octobre 1958 à Mulhouse installé à Los Angeles. Membre du groupe Cookie Dingler dans les années 1980 (sous le nom de Frédéric Koella), il a par la suite collaboré avec Willy DeVille (pendant 12 ans), Bob Dylan, Lhasa de Sela (album Lhasa, 2009), K.D. Lang, Dr. John, Zachary Richard, Dick Annegarn (3 albums de 2008 à 2014), Carla Bruni, Francis Cabrel, Johnny Hallyday, Marc Lavoine, Jacques Higelin, Calogero, Hugh Coltman ... Il a également sorti deux albums solo en 2006 et 2011.

## Biographie
Freddy Koella pratique le violon durant son enfance. Il prépare son entrée au conservatoire mais abandonne la musique classique pour s'intéresser au blues, qu'il découvre grâce aux disques de sa sœur aînée. Il quitte le domicile familial à l'âge de 18 ans et gagne sa vie comme musicien de bal dans le groupe Frank John’s avant de partir à La Nouvelle-Orléans. Il accompagne le musicien acadien Zachary Richard en tournée,.
Durant les années 1980, il fait partie du groupe Cookie Dingler, qui connaît le succès avec le titre Femme libérée. Après la séparation du groupe, il s'installe aux États-Unis et joue pour Willy DeVille durant plusieurs années. Freddy Koella accompagne Bob Dylan en tournée durant un an de 2003 à 2004. En studio, il joue pour des artistes comme Carla Bruni, Francis Cabrel, Eddy Mitchell, Dick Annegarn, Jacques Higelin, Albin de la Simone, Johnny Hallyday, Marc Lavoine; Lhasa de Sela...ainsi que Richard Gilly sur "Reves d'éléphant", en 1993, "Des années d'ordinaire", en 2002 et "Les contes de la piscine après la pluie", en 2015.
Minimal, le premier album solo de Freddy Koella paraît en 2006. Son 2e album, Undone, sorti en 2011, comprend une chanson hommage à la chanteuse Lhasa de Sela, qu'il a accompagnée en studio en 2009,,
Sa participation aux créations de Francis Cabrel l'ont amené à faire partie de son groupe de musiciens, notamment sur la dernière tournée Trobador tour du chanteur.

## Discographie solo

### Albums
- 2005 : Minimal
- 2011 : Undone